# Franciszek Salezy Matwijkiewicz
Franciszek Salezy Matwijkiewicz (ur. 28 stycznia 1851 w Dynowie, zm. 27 kwietnia 1933 w Sanoku) – polski duchowny rzymskokatolicki, szambelan papieski, prepozyt, tajny podkomorzy dworu papieskiego, dziekan, proboszcz parafii Przemienienia Pańskiego w Sanoku. Radny miejski, działacz społeczny.

## Życiorys
Urodził się 28 stycznia 1851 w Dynowie. Był synem Józefa. Kształcił się w C. K. I Gimnazjum w Rzeszowie, gdzie 24 czerwca 1870 zdał egzamin dojrzałości.
Od 1870 studiował w Seminarium Duchownym w Przemyślu. Święcenia kapłańskie otrzymał 28 czerwca 1874. Początkowo posługiwał w Jarosławiu, skąd po kilku miesiącach został powołany do Kolegium Księży Wikarych przy katedrze przemyskiej, w której jako wikary pełnił funkcję ceremoniarza katedralnego. Od 1881 był proboszczem parafii w Czukwi. Z Czukwi w połowie 1894 został przeniesiony na urząd proboszcza parafii św. Marii Magdaleny w Brzyskach, który pełnił do 1909. Dokonał wystroju miejscowego kościoła św. Marii Magdaleny. Po śmierci ks. Michała Białego w kwietniu 1896 został mianowany dziekanem brzosteckim i pełnił tę funkcję do 1909. W tym czasie był założycielem tamtejszej ochotniczej straży pożarnej i został członkiem jej zarządu.
We wrześniu 1909 otrzymał prezentę regiae collationis na probostwo w Sanoku i 6 października 1909 został proboszczem tamtejszej parafii pw. Przemienienia Pańskiego, działającej w kościele pod tym wezwaniem (jego poprzednikiem był ks. Bronisław Stasicki). Pełnił funkcję dziekana sanockiego od około 1912, dodatkowego sędziego kurii diecezji przemyskiej (iudices auditores extra Curiam), konsultanta proboszcza (consultores parochi). Otrzymał tytuł tajnego podkomorzego dworu papieskiego. 23 czerwca 1914 obchodził uroczyście w Sanoku jubileusz 40-lecia kapłaństwa. Do 1914 był rzymskokatolickim duszpasterzem przy C. K. Sądzie Obwodowym w Sanoku. Po wybuchu I wojny światowej, mimo ewakuacji z Sanoka urzędów i obywateli, ks. proboszcz Matwijkiewicz pozostał w mieście. Skutecznie chronił kościół parafialny w trakcie dwukrotnej inwazji rosyjskiej – pierwsza od 26 września do 4 października 1914, druga od 10 listopada 1914 do 11 maja 1915). W Sanoku, jako jedynym mieście w okolicy, Rosjanie nie uczynili z probostwa swojej kwatery.
Organizował wyposażenie świątyni w Sanoku, w 1925 zakupił dzwony (poprzednie zostały zabrane przez Austriaków). Przed 1926 przystąpił do Związku Misyjnego Kleru. Przyczynił się do wydania zezwolenia na budowę kościoła Najświętszego Serca Pana Jezusa w Sanoku, w 15 sierpnia 1927 poświęcił kamień węgielny. Pełnił urząd prepozyta. Incydentalnie odprawiał nabożeństwa w Prusieku. 6 listopada 1900 dokonał poświęcenia nowego kościoła Podwyższenia Krzyża Świętego w Olszynach, podczas uroczystości 23–24 września 1928 poświęcił Dom Żołnierza w Sanoku. W 1931 otrzymał godność szambelana papieskiego. Urząd proboszcza w Sanoku pełnił do śmierci w 1933.
W 1884 był założycielem i prezesem Towarzystwa Pomocy Naukowej w Sanoku, działającego na rzecz wspierania ubogich uczniów, utrzymania bursy dla ubogiej młodzieży szkolnej. W 1910 był założycielem Sodalicji Mariańskiej Pań w Sanoku. Działał we władzach Wydziału „Towarzystwa Bursy”, sprawującego pieczę nad Bursą Jubileuszową im. Cesarza Franciszka Józefa w Sanoku; został wybrany zastępcą prezesa w 1910, pod koniec 1912 został prezesem i pełnił to stanowisko także po odzyskaniu przez Polskę niepodległości w latach 20. II Rzeczypospolitej. Wspierał działające przy parafii organizacje: Towarzystwo Polskiej Ochronki Dzieci Chrześcijańskich (od 1925 był członkiem zarządu), Katolicką Czytelnię Mieszczańską, Ligę Katolicką, Katolickie Stowarzyszenie Kobiet, Towarzystwo św. Wincentego à Paulo. Był członkiem sanockiego gniazda Polskiego Towarzystwa Gimnastycznego „Sokół”: 1912, 1920, 1921, 1922, 1924. Był członkiem Towarzystwa Upiększania Miasta Sanoka. Od końca 1909 był prezesem zarządu powiatowego w Sanoku Towarzystwa „Kółek Rolniczych” z siedzibą we Lwowie. Był członkiem wspierającym Towarzystwo „Charitas”. Był członkiem wydziału oraz zasiadał w komisji kontrolującej Kasy Oszczędności miasta Sanoka (1927), a pod koniec lat 20. był kierownikiem tymczasowego zarządu autonomicznego Komunalnej Kasy Oszczędności w Sanoku. W latach 20. był sekretarzem zarządu Kasyna Urzędniczego w Sanoku.

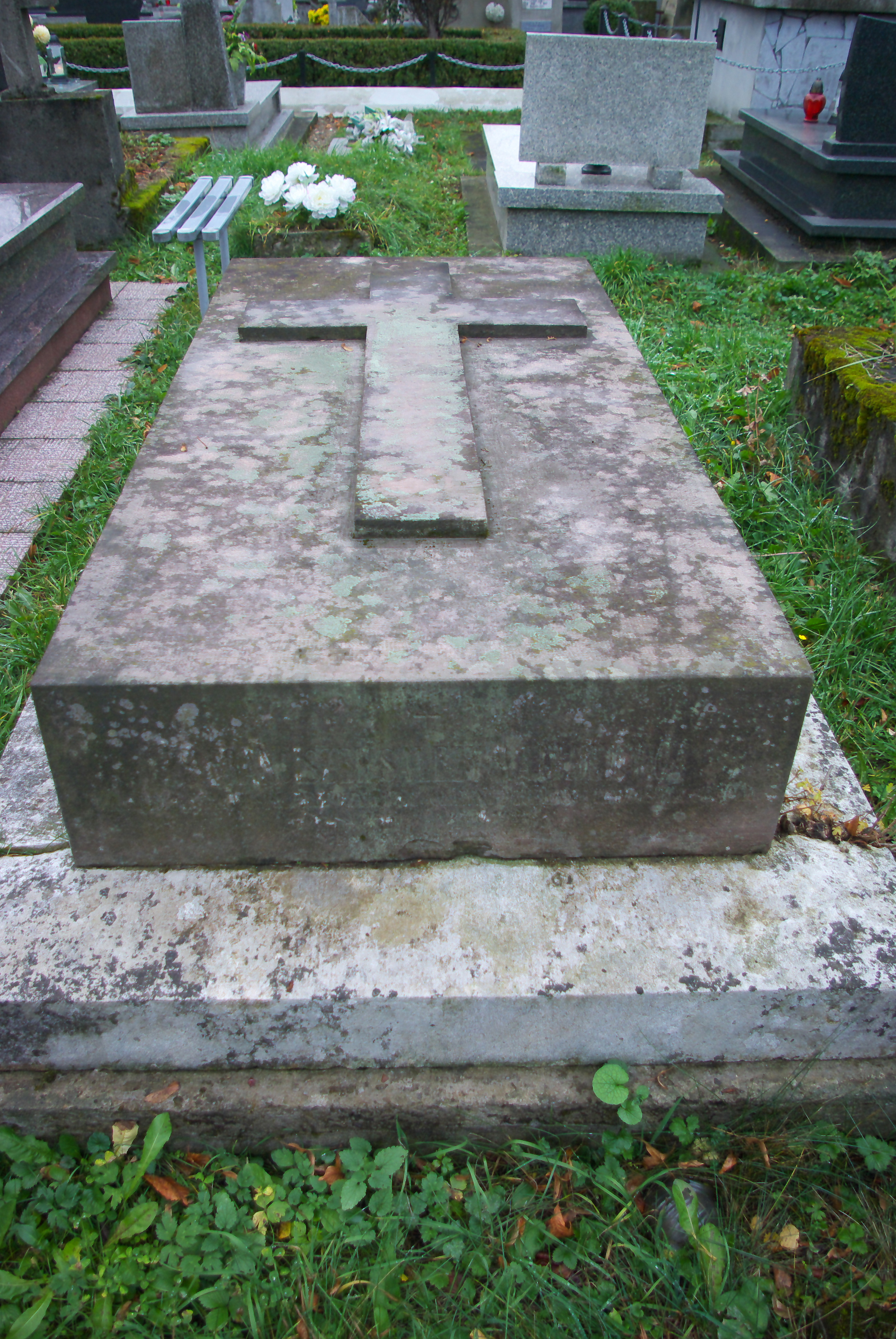
Nagrobek ks. Franciszka Salezego Matwijkiewicza na cmentarzu w Sanoku

Jako reprezentant duchowieństwa rzymskokatolickiego od 1911 zasiadał w C. K. Radzie Szkolnej Okręgowej w Sanoku. W 1912 został wybrany członkiem Rady c. k. powiatu sanockiego z grupy gmin miejskich. Po odzyskaniu przez Polskę niepodległości został członkiem pierwszego magistratu w odrodzonej Rzeczypospolitej. Pełnił funkcję prezesa Powiatowego Towarzystwa Zaliczkowego w Sanoku (1917). Sprawował mandat radnego w Radzie Miejskiej w Sanoku: wybrany w 1910, w 1912 w nowej radzie po przyłączeniu do Sanoka gminy Posada Sanocka, w 1914, w okresie II RP jako przedstawiciel duchowieństwa. 9 lutego 1932 był delegatem Wydziału Powiatowego podczas zaprzysiężenia burmistrza i urzędników magistratu Rady Miasta Sanoka.
Według stanu ewidencji Wojska Polskiego z 1929, 1930 był kapelanem pomocniczym rezerwy dekanatu przemyskiego (Dowództwo Okręgu Korpusu Nr X) w Sanoku.
Wśród społeczności sanockich ministrantów zyskał przydomek „Pomidor”.
Franciszek Salezy Matwijkiewicz zmarł 27 kwietnia 1933 w Sanoku. Został pochowany na cmentarzu przy ul. Rymanowskiej w Sanoku 1 maja 1933 w miejscu ofiarowanym bezpłatnie przez magistrat miasta.

## Ordery i odznaczenia
- Złoty Krzyż Zasługi (9 listopada 1931, „za zasługi na polu pracy społecznej”)[65]
- Kawaler Orderu Franciszka Józefa na wstędze Krzyża Zasługi Wojskowej – Austro-Węgry (1915, „w uznaniu patriotycznego i pełnego poświęcenia zachowania się”)[66]
- Medal Honorowy za Czterdziestoletnią Wierną Służbę – Austro-Węgry (1900)[67]